# Гурно (Свентокшиське воєводство)
Гурно (пол. Górno) — село в Польщі, у гміні Гурно Келецького повіту Свентокшиського воєводства. Населення — 2003 особи (2011).
У 1975-1998 роках село належало до Келецького воєводства.

## Демографія
Демографічна структура на день 31 березня 2011 року:
|          | Загалом | Допрацездатний вік | Працездатний вік | Постпрацездатний вік |
| -------- | ------- | ------------------ | ---------------- | -------------------- |
| Чоловіки | 982     | 229                | 694              | 59                   |
| Жінки    | 1021    | 252                | 624              | 145                  |
| Разом    | 2003    | 481                | 1318             | 204                  |